# آدولف اریک نوردنسکیولد
آدولف اریک نوردنسکیولد (انگلیسی: Adolf Erik Nordenskiöld؛ ۱۸ نوامبر ۱۸۳۲ – ۱۲ اوت ۱۹۰۱) دانشمند در زمینه زمین‌شناسی، کانی‌شناسی و کاوشگر مناطق قطبی اهل فنلاند بود. وی بارون فنلاندی و از اعضای خانواده برجسته و دانشمند سوئدی-فنلاندی نوردنسکیولد بود که در دوک‌نشین بزرگ فنلاند که در آن زمان بخشی از امپراتوری روسیه بود زاده شد و در بخش تروسا در سودرمانلاند سوئد از دنیا رفت. او بعدها به علت فعالیت سیاسی خود مجبور شد به سوئد نقل‌مکان کند، جایی که بعدها عضو ریکسداگ و آکادمی سوئد شد. او در سال‌های ۱۸۷۸–۱۸۷۹ در مأموریت اکتشافی وگا در امتداد ساحل شمالی اوراسیا رهبری کرد که نتیجه آن نخستین عبور کامل از گذرگاه شمال شرقی بود.

## زندگی‌نامه
نوردنسکیولد در سال ۱۸۳۲ در هلسینکی، پایتخت فنلاند به دنیا آمد، اما او دوران جوانی خود را در ملک خانوادگی خود در مانتسالا گذراند. او در پوروو، شهری کوچک در ساحل جنوبی فنلاند به مدرسه رفت. سپس در سال ۱۸۴۹ دانشگاه در هلسینکی وارد دانشگاه شد و به مطالعه علومی مانند ریاضیات و زمین‌شناسی و به‌ویژه شیمی و کانی‌شناسی پرداخت. او در سال ۱۸۵۳ درجه فوق‌لیسانس خود را دریافت کرد. دو سال بعد وی پایان‌نامه دکترای خود را منتشر کردکه دربارهٔ اشکال گرافیت و کندرودیت. وی پس از پایان تحصیلات در سال ۱۸۵۳، همراه با پدرش به رشته‌کوه اورال و به مطالعه معادن آهن و مس در نیژنی تاگیل پرداخت. وی در بازگشت، هم در دانشگاه و هم در دفتر استخراج معدن، به تحصیل پرداخت.